# 타이마리향

타이마리향의 위치

타이마리향(한국어: 태마리향, 중국어: 太麻里鄉, 병음: Tàimálǐ Xiāng)은 중화민국 타이둥현의 향이다. 넓이는 96.6523km2이고, 인구는 2015년 8월 기준으로 11,396명이다.

## 지리
타이마리향은 타이둥현 남동부에 위치하고, 북쪽은 베이난향, 타이둥시와 서쪽은 진펑향과 서남은 다런향과 남쪽은 다우향과 각각 접하며, 동쪽은 태평양에 접하고 있다. 중양산맥을 배후로 하고, 연안부의 평원을 제외하면 대부분이 산지에 속하고 있으며 최고 해발은 2,000m이다.

## 역사
타이마리향은 옛날에는 파이완족 파나파나얀사의 거주지이며, 차바리(太麻里)라는 지명도 파이완어로 '태양이 내리쬐는 비옥한 토지'라는 의미이다. 태마리라는 표현 이외에 청대의 문헌 안에서 조묘리(兆貓里), 조묘리(朝貓籬), 대묘리(大貓狸), 대마리(大麻里)로도 기재되어 있다.

## 교통
- 타이완 철로관리국 남회선